# Hotham Sound
Hotham Sound är en vik i Kanada.   Den ligger i provinsen British Columbia, i den sydvästra delen av landet, 3 600 km väster om huvudstaden Ottawa.
I omgivningarna runt Hotham Sound växer i huvudsak barrskog. Runt Hotham Sound är det mycket glesbefolkat, med 3 invånare per kvadratkilometer.